# Hadithen Sadd al-Abwab

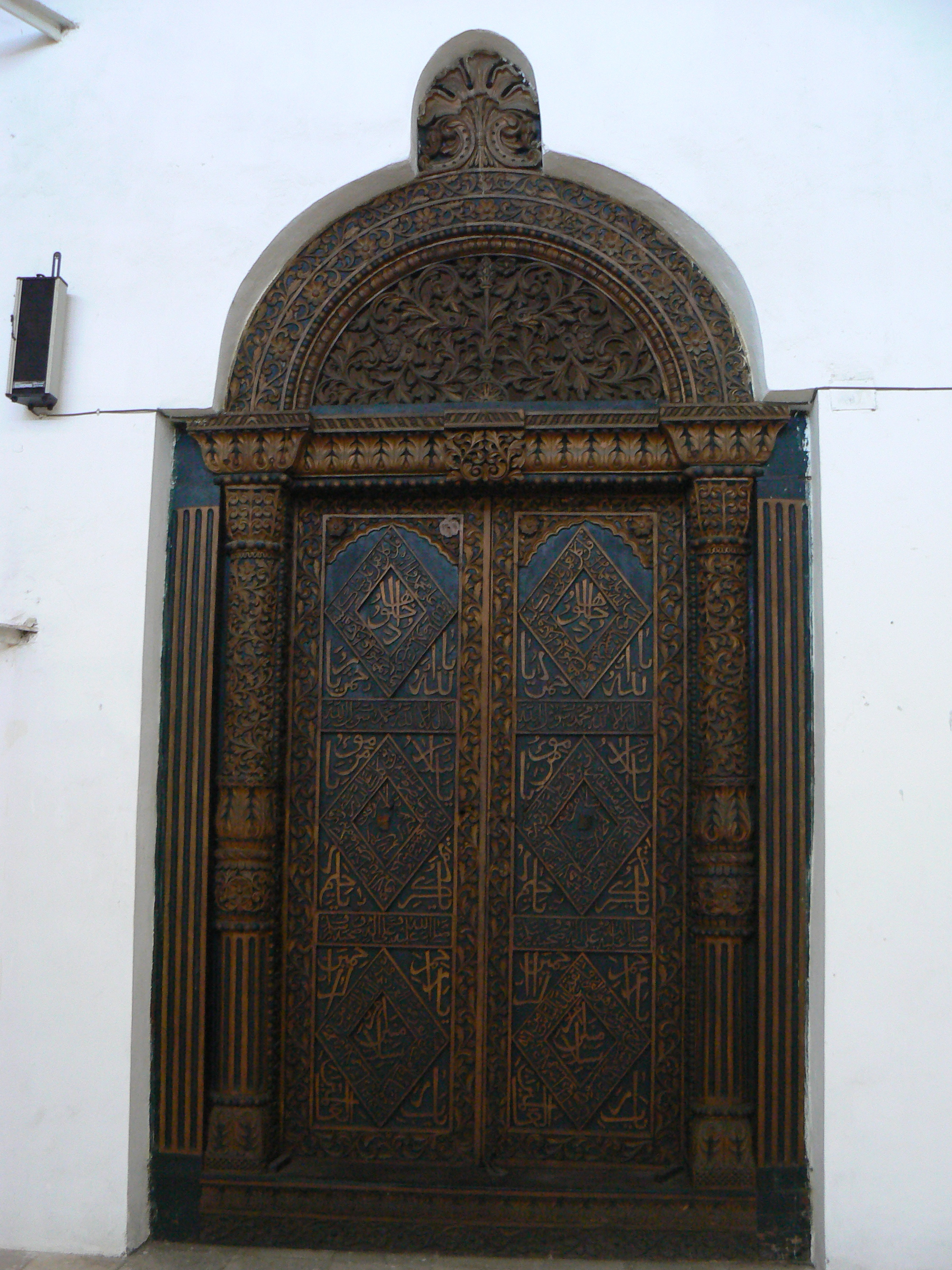
En bild på en dörr med arabisk kalligrafi.

Hadithen Sadd al-Abwab (arabiska: حديث سدّ الأبواب) refererar till händelsen då den islamiske profeten Muhammed beordrade att alla dörrar som öppnades mot Medinas moské skulle stängas, förutom dörren till Ali ibn Abi Talibs hus. Denna tradition har återberättats flitigt i både sunnitiska och shiitiska böcker. Sadd al-Abwab betyder att stänga dörrarna på arabiska. Händelsen anses tillhöra Alis meriter. Han hänvisade även till denna händelse i sexmannarådet som Umar ibn al-Khattab hade skapat för att utse den tredje kalifen.
En liknande hadith har även återberättats i en sunnitisk bok som säger att alla dörrar till profetens moské ska stängas förutom Abu Bakrs dörr. Den sunnitiske lärde Ibn Abi al-Hadid har sagt att den hadithen är påhittad.